# Hunhukwe
Hunhukwe – wieś w Botswanie w dystrykcie Kgalagadi. Według spisu ludności z 2001 roku wieś liczyła 431 mieszkańców.